# Troy (Missouri)
Troy é uma cidade localizada no estado americano de Missouri, no Condado de Lincoln.

## Demografia
Segundo o censo americano de 2000, a sua população era de 6737 habitantes.
Em 2006, foi estimada uma população de 10.985, um aumento de 4248 (63.1%).

## Geografia
De acordo com o United States Census Bureau tem uma área de
15,4 km², dos quais 15,4 km² cobertos por terra e 0,0 km² cobertos por água. Troy localiza-se a aproximadamente 162 m acima do nível do mar.

## Localidades na vizinhança
O diagrama seguinte representa as localidades num raio de 16 km ao redor de Troy.